# Bibliothèque nationale du Cameroun
 (septembre 2023).
La Bibliothèque nationale du Cameroun est la bibliothèque nationale du Cameroun.

## Historique
Elle voit le jour en 1966 et se situe à Yaoundé.
Selon les Nations unies, en 2010, environ 71 pour cent des Camerounais adultes sont alphabétisés.

## Voir également
- Littérature du Cameroun
- Archives nationales du Cameroun
- Liste des bibliothèques nationales